# آب‌انبار کوه‌سفید
آب‌انبار کوه‌سفید مربوط به دوره قاجار است و در شهرستان قم، بخش مرکزی، روستای کوه‌سفید واقع شده است. این اثر در تاریخ ۱۶ شهریور ۱۳۸۳ با شماره ثبت ۱۱۰۹۹ به عنوان یکی از آثار ملی ایران به ثبت رسیده است.